# 이구라역
이구라역(일본어: 飯倉駅, いいぐらえき 이이구라에키[*])은 일본 지바현 소사시에 위치한 동일본 여객철도의 철도역이다.

## 역 구조
단식 승강장으로, 1면 1선의 지상역이다. 저상 승강장이다. 선로가 남서쪽에서 북동쪽으로 뻗어 있으며, 승강장은 선로의 북서측에 설치되어 있다. 승강장의 요카이치바 방면 끝에 설치된 역사는 두 번째 역사로, 2000년에 건축된 것이다. 역사에는 소사 경찰서(일본어: 匝瑳警察署 소사케이사츠쇼[*])의 역전 경찰관 연락소와 소사 시 이구라 역 다목적 홀이 병설되어 있다. 이구라 역 다목적 홀의 내부에는 의자 등이 설치되어 있어, 역의 대합실로도 쓰인다. 무인역이지만 작은 창구가 설치되어 있어, 여름 휴가 등 장기 휴가철에는 역무원이 파견되기도 한다. 자동발매기와 승차역 증명서 발행기가 설치되어 있으며, 나루토역에서 관할하고 있다. 간이 개찰기는 스이카의 사용이 가능하다.

## 역사
- 1964년 10월 1일 - 일본국유철도 소부 본선 구간에서 새로 개업하였다.
- 1987년 4월 1일 - 민영화에 따라 동일본 여객철도의 소속이 되었다.
- 2000년 12월 13일 - 두 번째 역사의 사용이 개시되었다.
- 2009년 3월 14일 - 스이카 서비스의 개시로 도쿄 근교 구간 요금제의 적용을 받게 되었다.

## 인접정차역
| ■ 동일본 여객철도 소부 본선 | ■ 동일본 여객철도 소부 본선 | ■ 동일본 여객철도 소부 본선 |
| --------------------------- | --------------------------- | --------------------------- |
| 요코시바 지바 방면          | 보통                        | 요카이치바 조시 방면        |